# Парау Негру (Ботошани)
Парау Негру (рум. Pârâu Negru) насеље је у Румунији у округу Ботошани у општини Михаилени. Oпштина се налази на надморској висини од 318 m.

## Становништво
Према подацима из 2002. године у насељу је живело 561 становника, од којих су сви румунске националности.